# Trittenheim

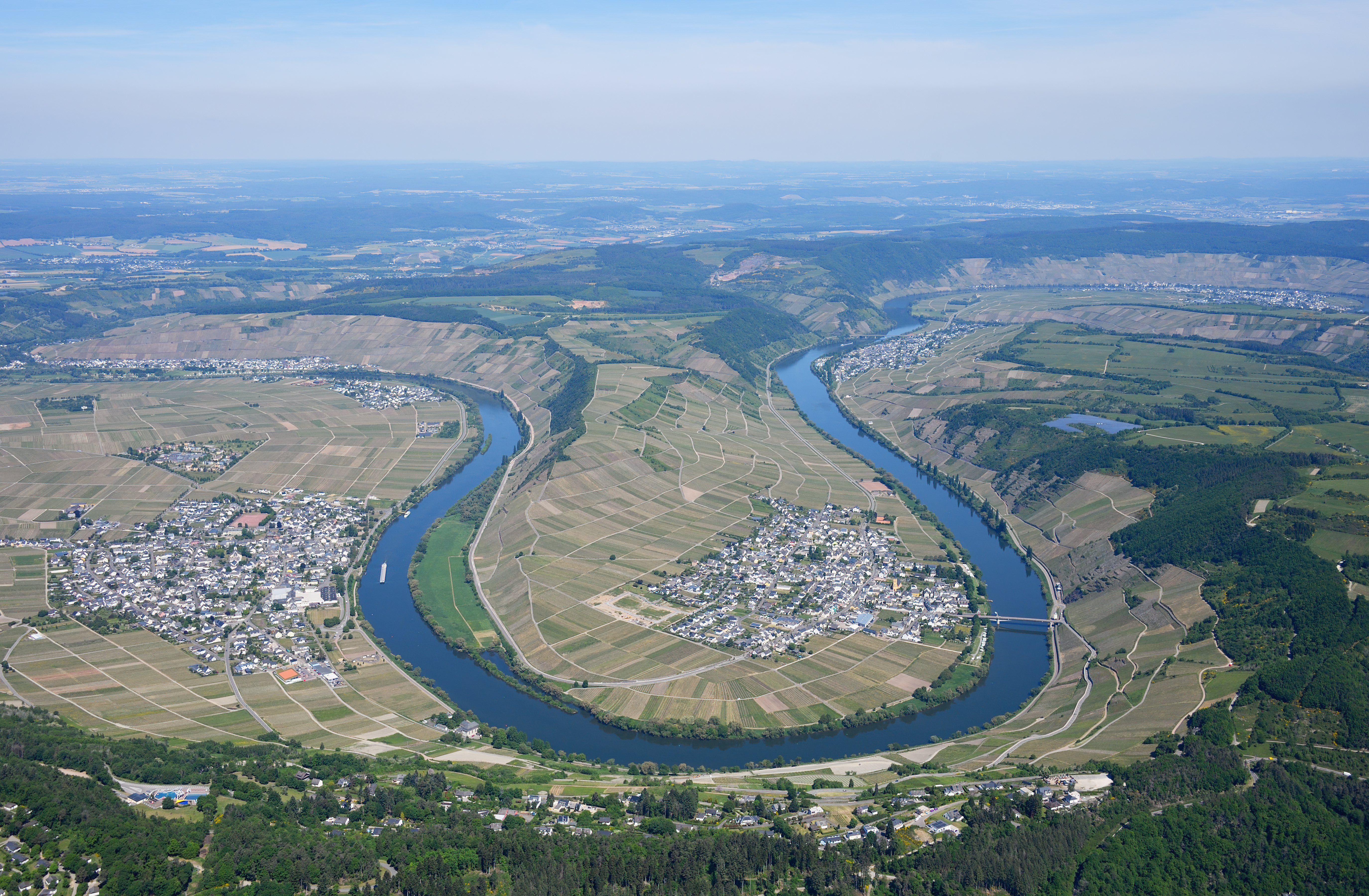
Trittenheim von Süden aus der Luft gesehen

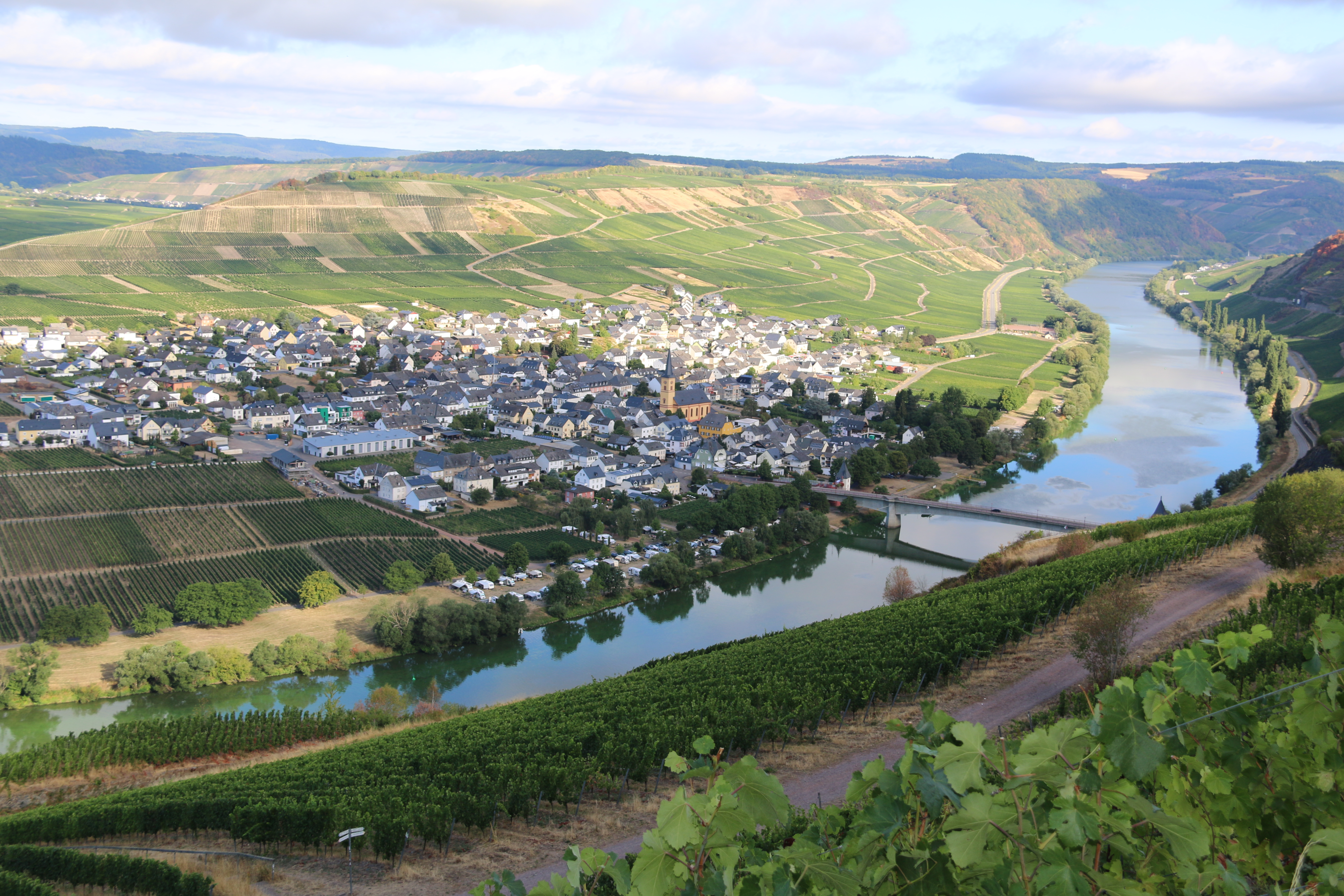
Blick auf Trittenheim

Trittenheim ist eine Ortsgemeinde an der Mittelmosel im Landkreis Trier-Saarburg in Rheinland-Pfalz. Sie gehört der Verbandsgemeinde Schweich an der Römischen Weinstraße an.

## Geographie

### Geographische Lage
Trittenheim liegt am flachen Hang einer Landzunge (Gleithang), die durch eine enge Moselschleife gebildet wird. Flussaufwärts befinden sich am linken Flussufer der Weinort Klüsserath, am rechten Moselufer der Weinort Leiwen, flussabwärts liegt der Weinort Neumagen-Dhron am rechten Moselufer.
Zu Trittenheim gehören auch die Wohnplätze Breitwiesermühle und Im Dhrönchen.

### Nächstgelegene Städte
- Schweich ca. 18 km
- Bernkastel-Kues ca. 25 km
- Trier ca. 30 km, nächstgelegenes Oberzentrum
- Wittlich ca. 30 km
- Landesgrenze zum Großherzogtum Luxemburg ca. 40 km
- Kaiserslautern ca. 110 km
- Koblenz ca. 120 km

## Geschichte
Aus einer fränkischen Siedlung entstanden, wurde Trittenheim erstmals 893 im Prümer Urbar urkundlich erwähnt und war lange Zeit kurtrierisches Gebiet. Eine Erwähnung findet sich auch in einer Urkunde Papst Eugens III. von 1148, in der der Abtei St. Eucharius ein Gehöft und die Kirche nebst den zugehörigen Zehntrechten in Trittenheim zugesprochen wurden. Ab 1794 stand Trittenheim unter französischer Herrschaft, 1815 wurde der Ort auf dem Wiener Kongress dem Königreich Preußen zugeordnet.
Trittenheim und Klüsserath bildeten die Bürgermeisterei Trittenheim, die ab 1934 im Amt Klüsserath aufging.
In den 1970er Jahren wurde Trittenheim Teil der damals neu geschaffenen Verbandsgemeinde Neumagen-Dhron im Landkreis Bernkastel-Wittlich.

### Wechsel in die Verbandsgemeinde Schweich
Aufgrund der geplanten Neustrukturierung der Verbandsgemeinden in Rheinland-Pfalz entschieden sich die Trittenheimer Bürger im März 2010 mit über 90 % zum Anschluss an die Verbandsgemeinde Schweich an der Römischen Weinstraße und damit zum Wechsel in den Landkreis Trier-Saarburg. Der Gemeinderat folgte dem Wunsch und stimmte dem Votum einstimmig zu.
Am 14. September 2011 stimmte die rheinland-pfälzische Landesregierung den Fusionsplänen zu, wodurch die Gemeinde am 1. Januar 2012 aus der aufzulösenden Verbandsgemeinde Neumagen-Dhron, die zum Landkreis Bernkastel-Wittlich gehörte, in die Verbandsgemeinde Schweich an der Römischen Weinstraße und somit in den Landkreis Trier-Saarburg wechseln konnte.

### Bevölkerungsentwicklung
Die Entwicklung der Einwohnerzahl von Trittenheim war von 1961 bis 2019 konstant rückläufig. Die Werte von 1871 bis 1987 beruhen auf Volkszählungen.
| Jahr | Einwohner |
| ---- | --------- |
| 1815 | 761       |
| 1835 | 976       |
| 1871 | 1.026     |
| 1905 | 1.060     |
| 1939 | 1.275     |
| 1950 | 1.389     |
| 1961 | 1.481     |

| Jahr | Einwohner |
| ---- | --------- |
| 1970 | 1.477     |
| 1987 | 1.203     |
| 1997 | 1.136     |
| 2005 | 1.111     |
| 2011 | 1.058     |
| 2017 | 1.015     |
| 2023 | 1.084     |

## Politik

### Gemeinderat
Der Gemeinderat in Trittenheim besteht aus 16 Ratsmitgliedern, die bei der  Kommunalwahl am 9. Juni 2024 in einer Mehrheitswahl gewählt wurden, und dem ehrenamtlichen Ortsbürgermeister als Vorsitzendem. Bei der Wahl 2019 wurde in einer personalisierten Verhältniswahl gewählt, da zwei Wahlvorschlagslisten eingereicht wurden.
Die Sitzverteilung im Ortsgemeinderat:
| Wahl | WGB a             | WGH b             | Gesamt   |
| ---- | ----------------- | ----------------- | -------- |
| 2024 | per Mehrheitswahl | per Mehrheitswahl | 16 Sitze |
| 2019 | 10                | 6                 | 16 Sitze |

### Ortsbürgermeister
Mario Kohlmann wurde am 3. Juli 2024 Ortsbürgermeister von Trittenheim. Bei der Direktwahl am 9. Juni 2024 war er als einziger Bewerber mit einem Stimmenanteil von 89,6 % für fünf Jahre gewählt worden.
Kohlmanns Vorgänger Franz-Josef Bollig hatte das Amt seit 2009 inne und kandidierte bei der Wahl 2024 nicht erneut. Zuvor war Helmut Ludwig von 1989 bis 2009 Ortsbürgermeister von Trittenheim.

### Wappen
Das Wappen zeigt einen goldenen Abtstab. Er steht für den Trittenheimer Johannes Trithemius, der im 15. Jahrhundert Abt des Klosters Sponheim im Kreis Bad Kreuznach war. Das rote Balkenkreuz auf Silber ist das Wappen des Kurfürstentums Trier, das silberne T steht für Trittenheim.

## Sehenswürdigkeiten

### Religiöse Sehenswürdigkeiten

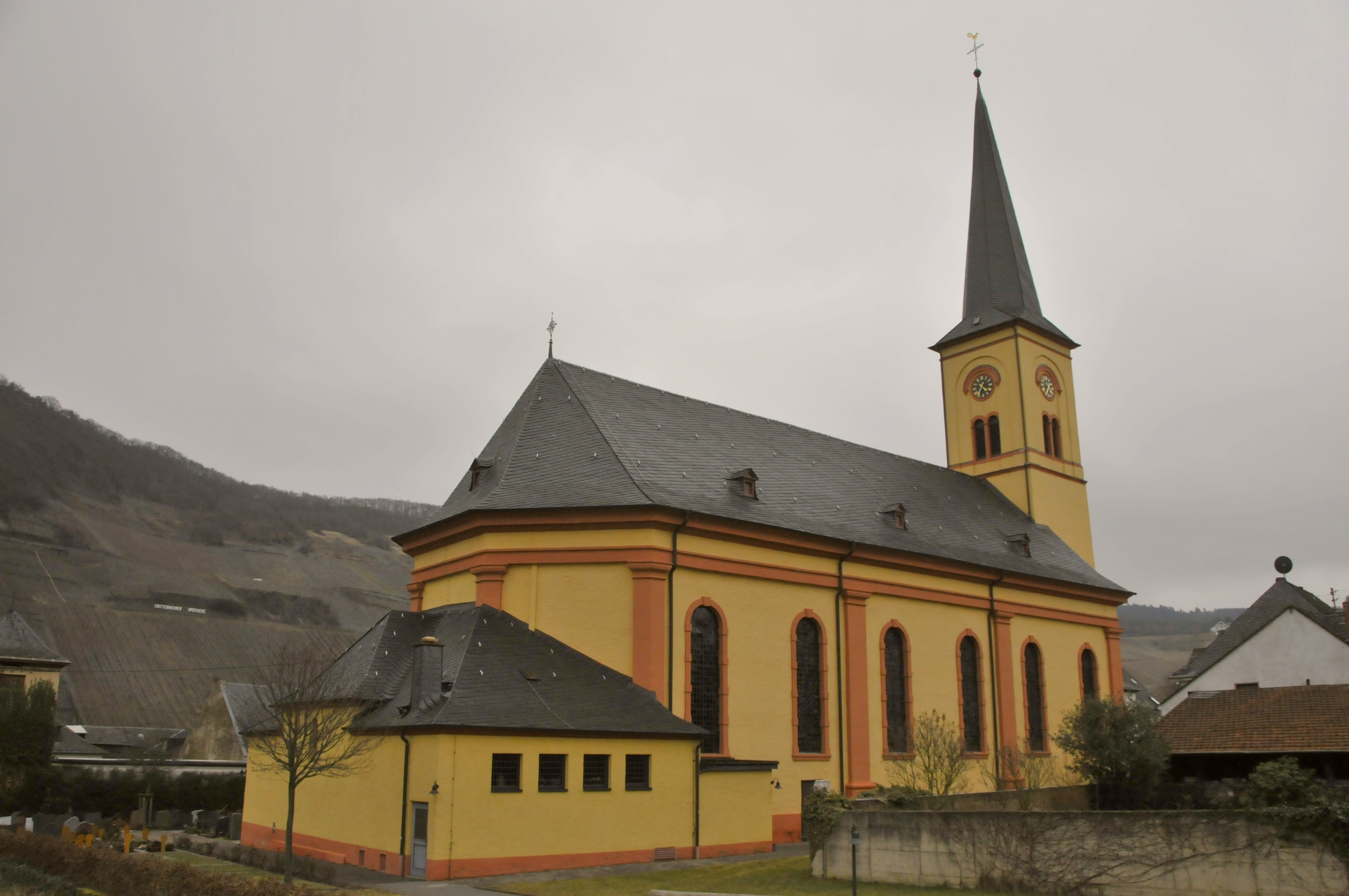
Pfarrkirche St. Clemens

- Pfarrkirche St. Clemens: Spätbarocke Kirche mit frühklassizistischen Elementen
- Laurentiuskapelle: Gelegen in den Weingärten (erweitert 1583)
- Pestkreuze: Siebenteilige Bildstöcke[12]
- Kreuzweg: 14 Stationen zur Laurentiuskapelle

### Sonstige Sehenswürdigkeiten
- Fährtürme

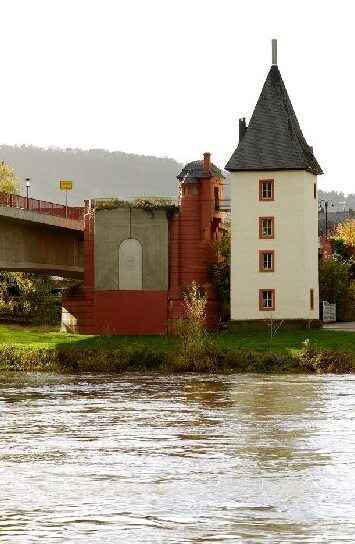
Brückenkopf der alten Moselbrücke sowie nördlicher Fährturm

- Hinkelstein „Eselstratt“ am Galigsberg (⊙[13]): Am 16. März 2002 am Galgenberg (Galigsberg) in unmittelbarer Nähe des Schnittpunktes der Gemarkungsgrenzen von Klüsserath, Trittenheim und Köwerich entdeckt. Höhe: 155 cm, Breite: 110 cm, Dicke: 40 cm[14]
- Spätantike Sarkophage
- Standbild des Johannes Trithemius
- Jüdischer Friedhof
- Alter Moselbahnhof
- Anbindung an Wanderweg Moselsteig (vom Hinkelstein über Trittenheim, Neumagen und Piesport nach Minheim)
- Anbindung an Wanderweg Römersteig
- Fährfels
- Stefan-Andres-Denkmal
- Alter Brückenkopf mit Brückenzollhäuschen
- Weinlehrpfad
- Aussichtspunkt Zummethöhe: Panoramablick auf die Moselschleife
- Aussichtskanzel in der Weinlage Trittenheimer Apotheke

Bildstöcke
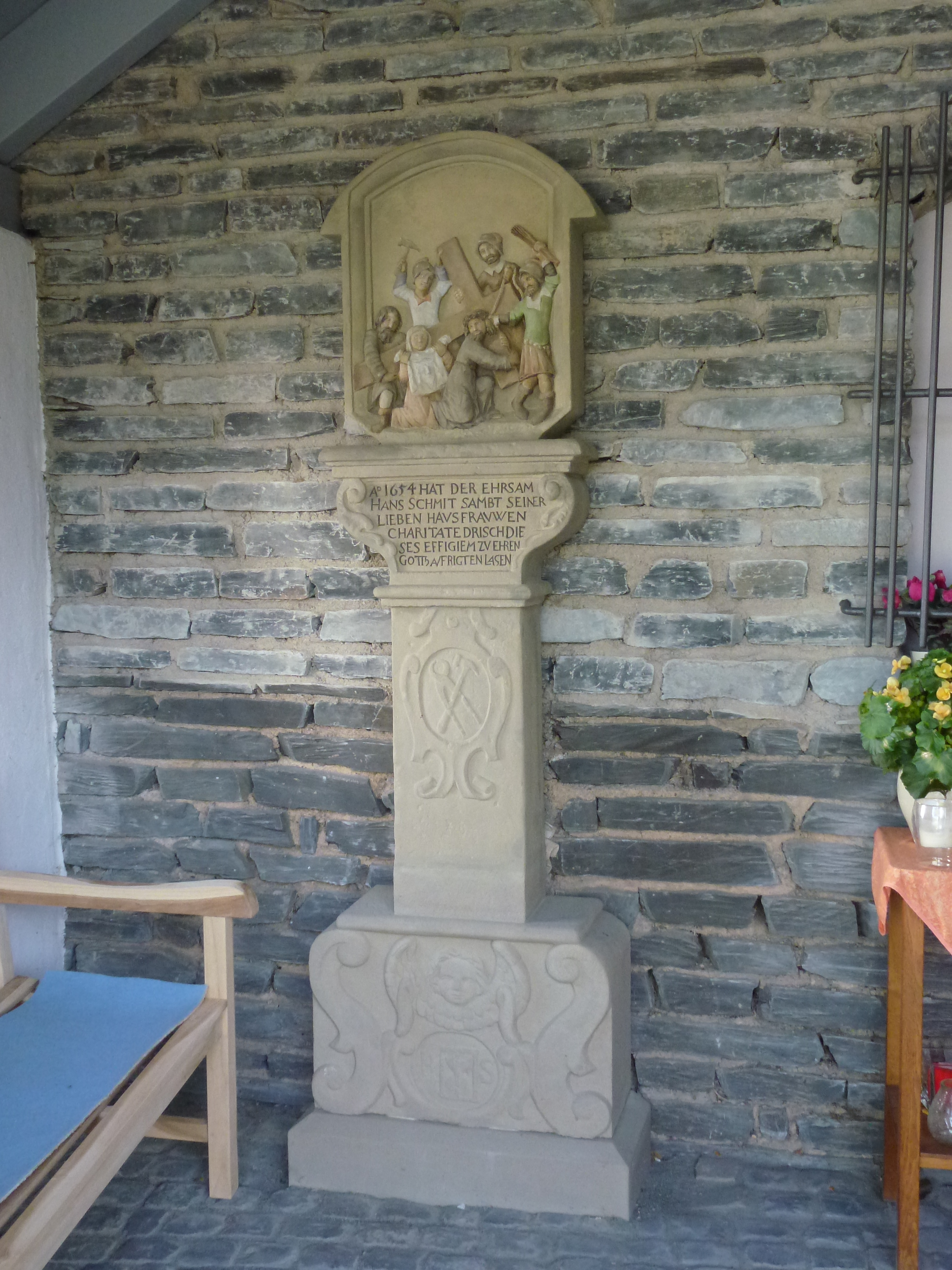
Simon von Cyrene hilft das Kreuz tragen (1654)
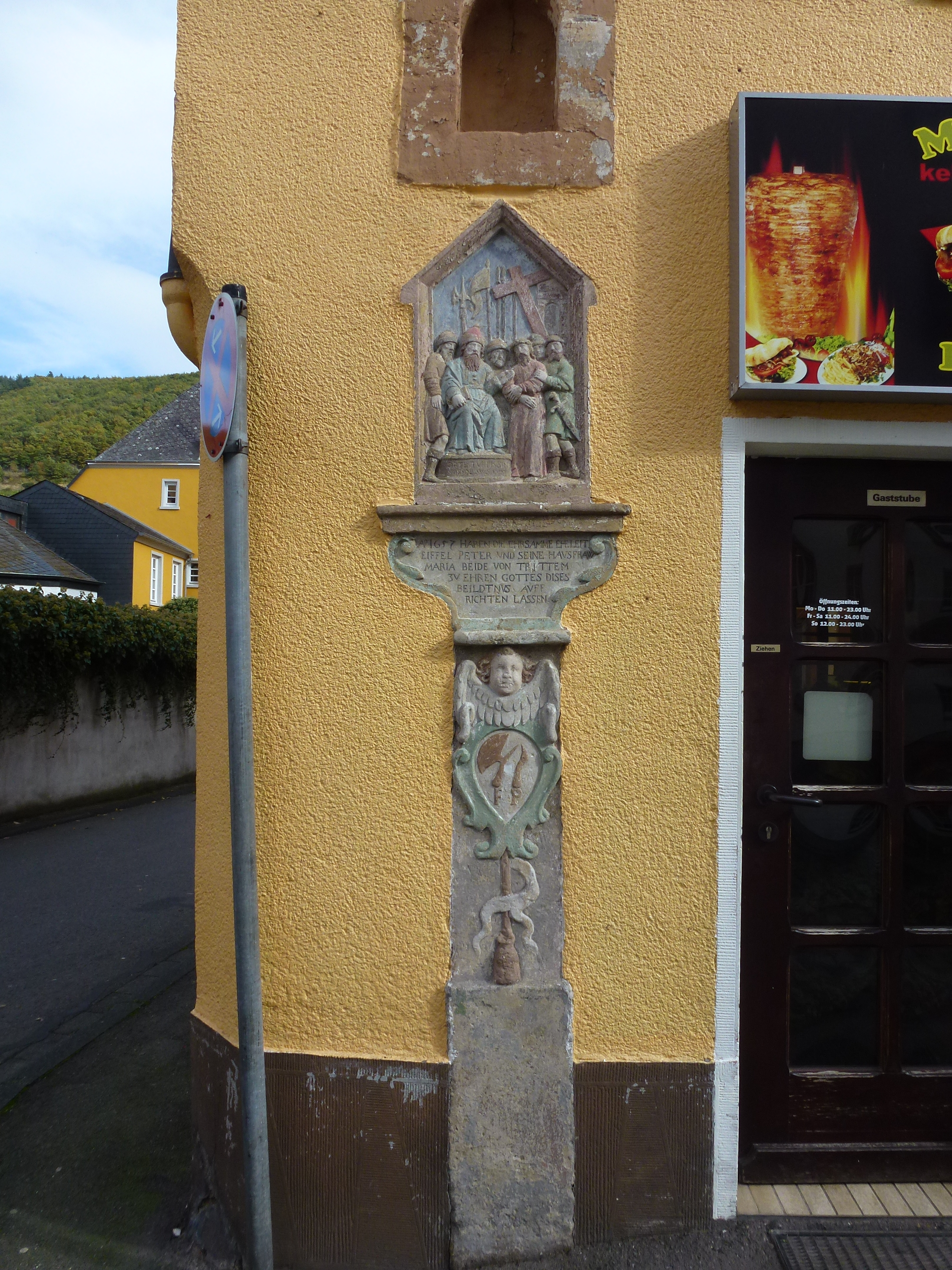
Christus vor Pilatus (1657)
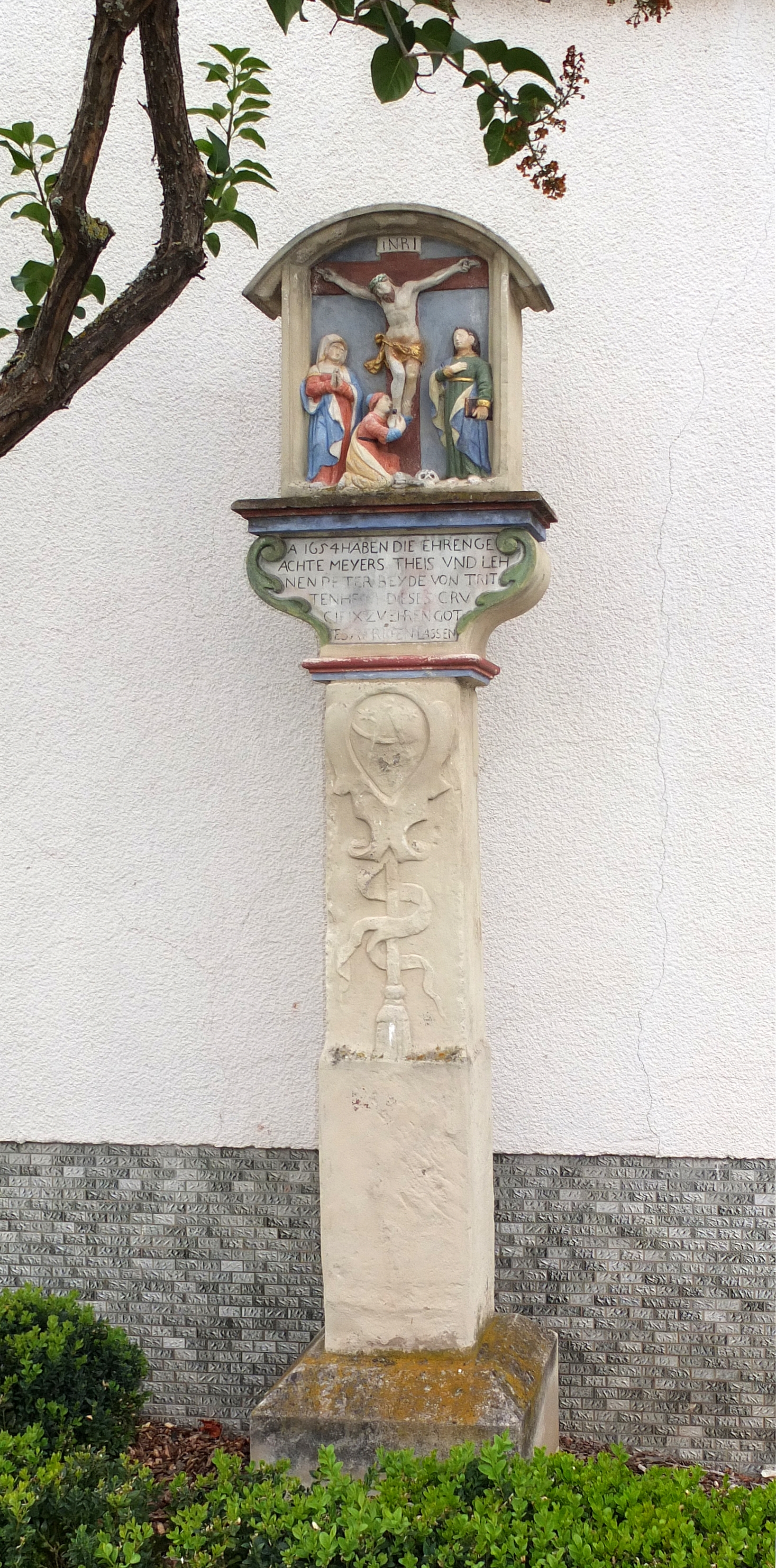
Jesus stirbt am Kreuze (1654)
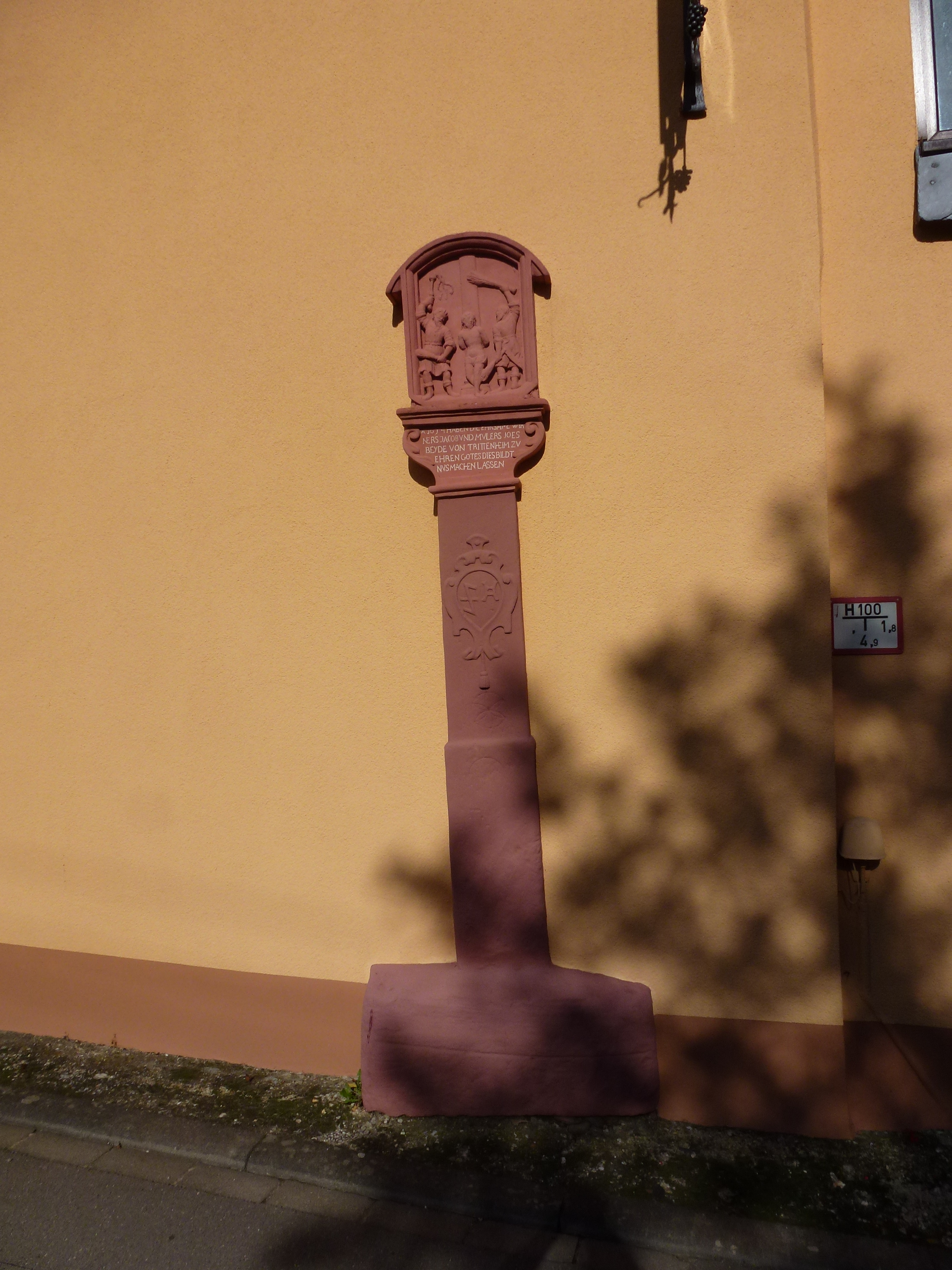
Geißelung (1654)
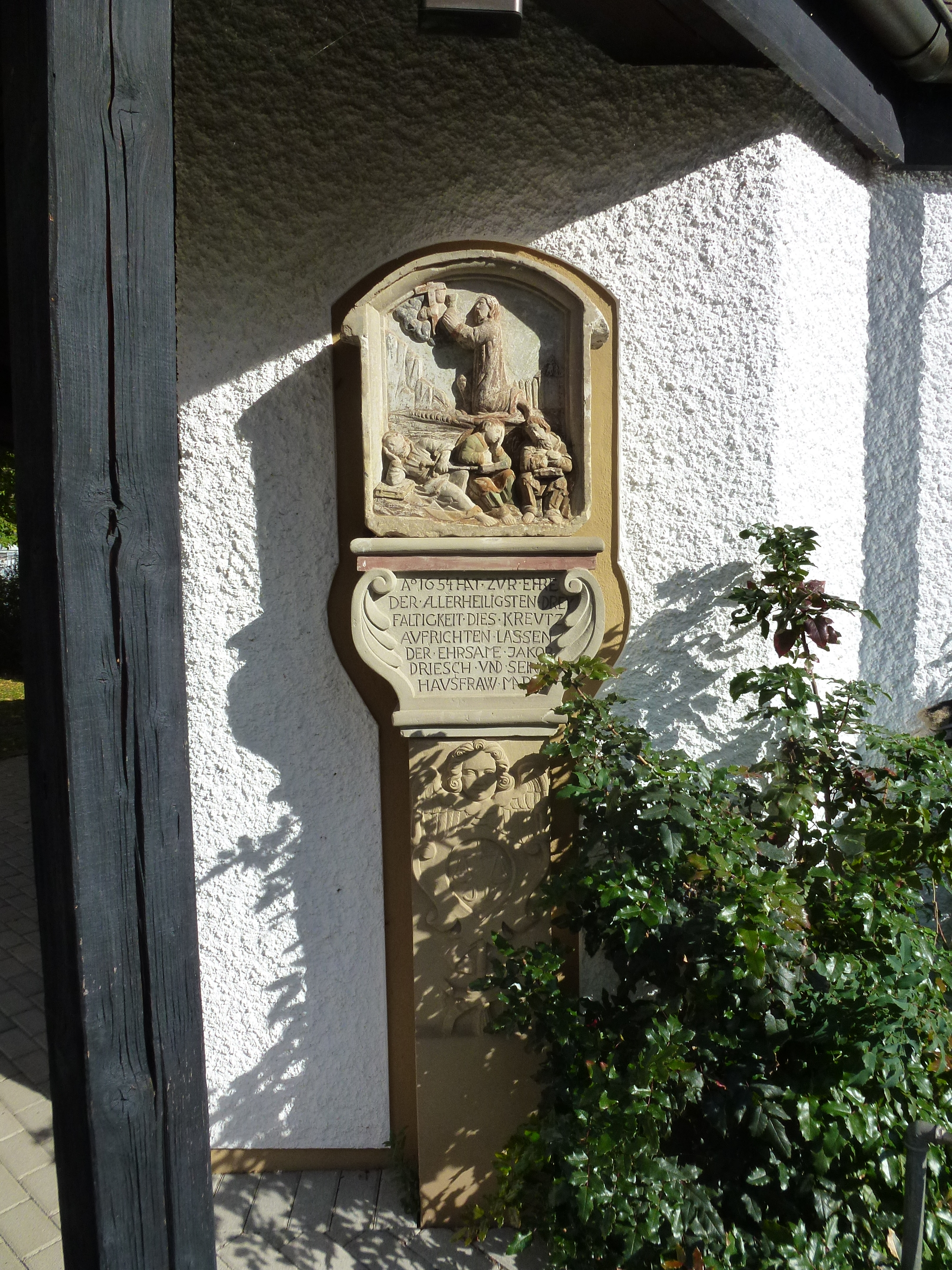
Christus am Ölberg (1654)
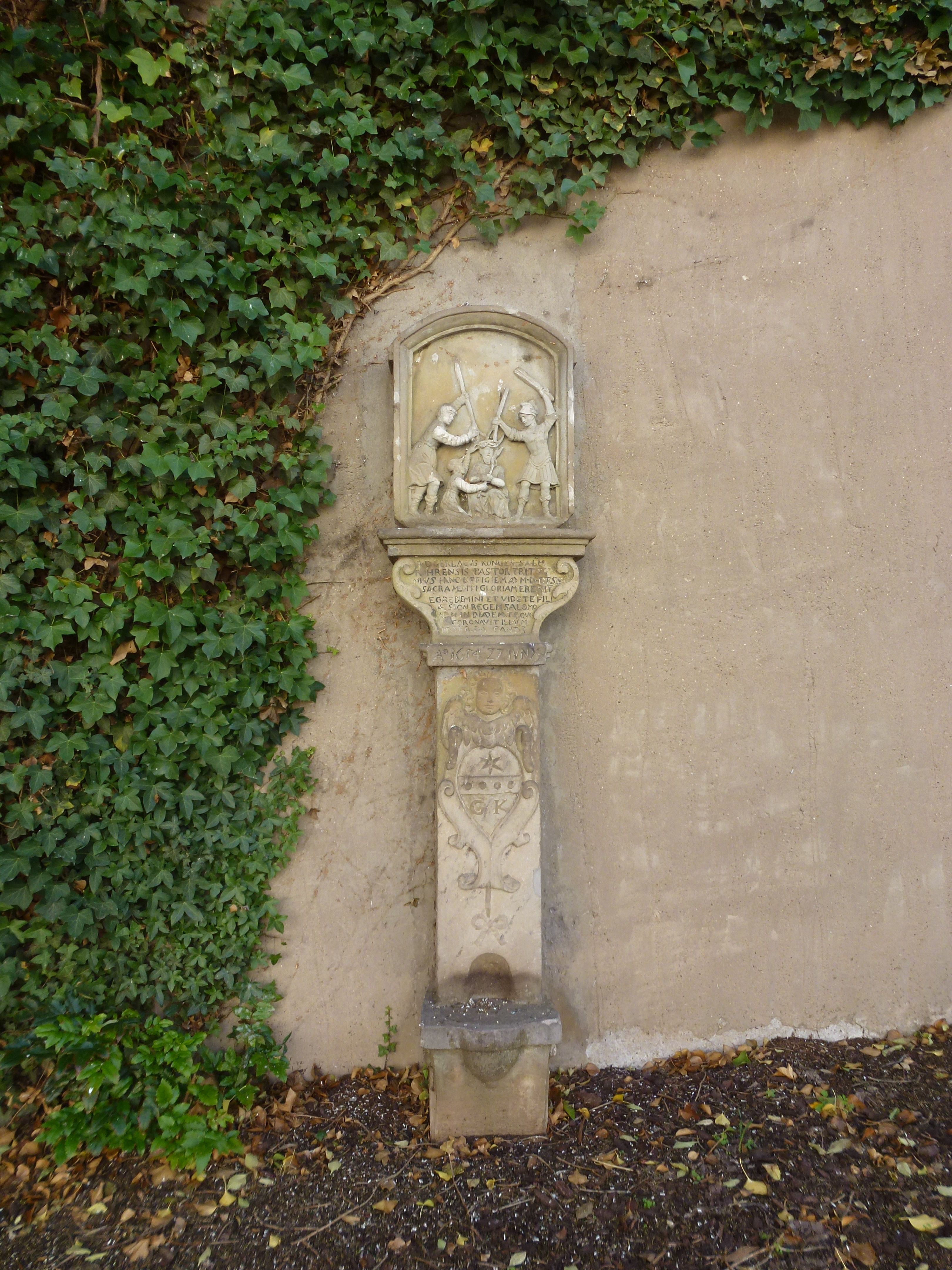
Dornenkrönung (1654)

## Weinlagen
- Altärchen
- Apotheke
- Leiterchen
- Felsenkopf

Großlage: Michelsberg

## Wirtschaft
Trittenheim ist erheblich geprägt vom Weinbau und mit 236 Hektar bestockter Rebfläche nach Piesport, Zell, Leiwen, Konz, Neumagen-Dhron, Mehring und Bernkastel-Kues die achtgrößte Weinbaugemeinde der Mosel. Es wird traditionell überwiegend Riesling angebaut. Bekannteste Weinlagen sind die „Trittenheimer Apotheke“ und „Trittenheimer Altärchen“. Der Weinbau bildet außerdem die Grundlage für den Tourismus, der ebenfalls einen bedeutenden Wirtschaftszweig darstellt.
Im Dezember 2014 übernahm der kanadische Konzern CCL die durch Josef Nilles 1951 gegründete Druckerei Nilles (einen der größten Arbeitgeber in Trittenheim) für nach eigenen Angaben rund 14 Mio. Euro. Diese firmiert seitdem unter dem Namen „CCL Label Trittenheim GmbH“. Die Produktion am Standort in Föhren konzentriert sich auf den Bereich „Online“. Am Standort Trittenheim wird weiterhin für den Bereich „Wein“ produziert.

## Persönlichkeiten

### In Trittenheim geboren
- Johannes Trithemius, geb. Johannes Zeller (1462–1516), bekannter Humanist
- P. Quintinus Werner (1722–~1800), Prior der Benediktinerabtei St. Matthias
- Stefan Andres (1906–1970), deutscher Schriftsteller, wurde im Ortsteil Dhrönchen geboren
- Engelbert Schue (1772–1847), deutscher Theologe und Domkanonikus[18]
- Lydia Bollig, Trittenheimer Weinkönigin, wurde 1991 zur Deutschen Weinkönigin 1991/92 gekürt.

### Mit Trittenheim verbunden
- Togbui Ngoryifia Kosi Olatidoye Céphas Bansah (oder kurz: Céphas Bansah), König eines Volks der Ewe von 200.000 Menschen in Ghana, wurde im Jahre 1999 zum ersten und einzigen Weinkönig, weil die Trittenheimer Winzer, wie in den vorangegangenen Jahren üblich, keine Weinkönigin fanden.